# لوسي بيكوك
لوسي بيكوك هي ممثلة كندية، ولدت في 4 أكتوبر 1960 في إنجلترا في المملكة المتحدة.

## وصلات خارجية
- لوسي بيكوك على موقع IMDb (الإنجليزية)
- لوسي بيكوك على موقع قاعدة بيانات برودواي على الإنترنت (الإنجليزية)
- لوسي بيكوك على موقع قاعدة بيانات الفيلم (الإنجليزية)